# Pardosa takahashii
Pardosa takahashii är en spindelart som först beskrevs av Saito 1936.  Pardosa takahashii ingår i släktet Pardosa och familjen vargspindlar. Inga underarter finns listade i Catalogue of Life.